# Agriș
Agriș (Egri en hongrois) est une commune roumaine du județ de Satu Mare, dans la région historique de Transylvanie et dans la région de développement du Nord-ouest.

## Géographie
La commune d'Agriș est située dans le centre-nord du județ, dans la plaine du Someș, à 10 km à l'uest de Livada et à 14 km au nord-est de Satu Mare, le chef-lieu du județ.
La municipalité est composée des deux villages suivants (population en 2002) :
- Agriș (1 081), siège de la commune ;
- Ciuperceni (523).

## Histoire
La première mention écrite du village d'Agriș date de 1216 dans une lettre du roi André II de Hongrie attribuant ce fief au comte Melc.
La commune, qui appartenait au royaume de Hongrie, faisait partie de la principauté de Transylvanie et elle en a donc suivi l'histoire.
Après le compromis de 1867 entre Autrichiens et Hongrois de l'empire d'Autriche, la principauté de Transylvanie disparaît et, en 1876, le royaume de Hongrie est partagé en comitats. Agriș intègre le comitat de Szatmár (Szatmár vármegye), elle était alors une commune à part entière.
À la fin de la Première Guerre mondiale, l'Empire austro-hongrois disparaît et la commune rejoint la Grande Roumanie au traité de Trianon.
En 1940, à la suite du deuxième arbitrage de Vienne, elle est annexée par la Hongrie jusqu'en 1944. Elle réintègre la Roumanie après la Seconde Guerre mondiale au traité de Paris en 1947 et elle perd son autonomie pour être intégrée à la commune de Micula. En 1968, lors de la réorganisation administrative du pays, elle est intégrée à la commune de Botiz. Ce n'est qu'en 2003 qu'un référendum décide de la re-création de la commune. Le village de Ciuperceni se joint alors à cette nouvelle commune qui devient officiellement autonome en 2004.

## Politique
| Période                                  | Période  | Identité         | Étiquette | Qualité |
| ---------------------------------------- | -------- | ---------------- | --------- | ------- |
| Les données manquantes sont à compléter. |          |                  |           |         |
| 2008                                     | 2016     | Elek Szabó       |           |         |
| 2016                                     | En cours | Zsuzsanna Márton | PCM       |         |

| Parti | Parti                                      | Sièges |
| ----- | ------------------------------------------ | ------ |
|       | Parti civique magyar (PCM)                 | 5      |
|       | Alliance des libéraux et démocrates (ALDE) | 1      |
|       | Union démocrate magyare de Roumanie (UDMR) | 5      |

## Religions
En 2002, les deux villages d'Agriș et Ciuperceni faisaient encore partie de la commune de Botiz, il n'existe donc pas de statistiques spécifiques à la nouvelle commune. Pour la composition religieuse, voir l'article Botiz.

## Démographie
En 1910, à l'époque austro-hongroise, les deux villages avaient une population entièrement hongroise de 1 337 personnes.
En 1930, on dénombrait dans le seul village d'Agriș 996 Hongrois (95,77 %), 24 Roumains (2,3 %) et 20 Juifs (1,92 %).
En 2002, la commune comptait 273 Roumains (17,02 %), 1 253 Hongrois (78,12 %) et 77 Ukrainiens (4,80 %). On comptait à cette date 640 ménages.

## Économie
L'économie de la commune repose sur l'agriculture (céréales, légumes) et l'élevage.

## Communications

### Routes
Agriș est située sur la route nationale DN19 (Route européenne 81) qui unit Satu Mare avec Livada et l'Ukraine. La route régionale DJ194B rejoint Micula au nord-ouest.

## Lieux et monuments
- Agriș, église réformée de style gothique datant du XVe siècle, classée monument historique[6].